# Iambiodes nyctostola
Iambiodes nyctostola är en fjärilsart som beskrevs av George Francis Hampson 1918. Iambiodes nyctostola ingår i släktet Iambiodes och familjen nattflyn. Inga underarter finns listade i Catalogue of Life.